# Novitzkyanus cryptogaster
Novitzkyanus cryptogaster är en stekelart som beskrevs av Boucek 1961. Novitzkyanus cryptogaster ingår i släktet Novitzkyanus och familjen puppglanssteklar. Arten är reproducerande i Sverige. Inga underarter finns listade i Catalogue of Life.